# Baki Zaki Yousef

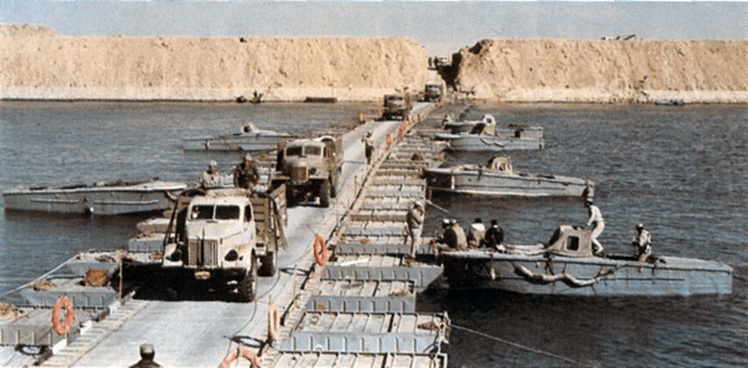
Barreira demolida pelos egípcios (ao fundo) durante a guerra do Yom Kippur.

Baki Zaki Yousef foi um militar egípcio, responsável pela inovação e aplicação, para fins militares de uma técnica da erosão prevista na  mecânica de fluidos. Tendo como agente erosivo a própria água do Canal de Suez e essa "mecanicamente pressurizada" seria esguichada contra os alicerces das fortificações inimigas, fazendo-as ruir por erosão.
A original ideia de Baki Zaki Yousef, quando  apresentada  ao então presidente egípcio Gamal Abdel Nasser impressionou esse, que imediatamente mandou testa-la numa ilha na cidade de Ismaília e de tão eficiente mostrou-se o sistema, que levou o alto comando egípcio incluir ao meio dos armamentos bélicos, 650 dragas (500 bombas a gasolina e 150 a diesel) com a missão de abrir passagens em várias (em 81 pontos) frentes do "intransponível obstáculo de areia e cascalho" que guarnecia a margem a leste do canal de Suez e onde se assentavam a artilharia israelita.
A "Linha Bar-Lev"  agora com 81 aberturas, não impediria mais que o exercito egípcio retomassem a Península do Sinai uma região estratégica e muito rica em petróleo.

## Histórico

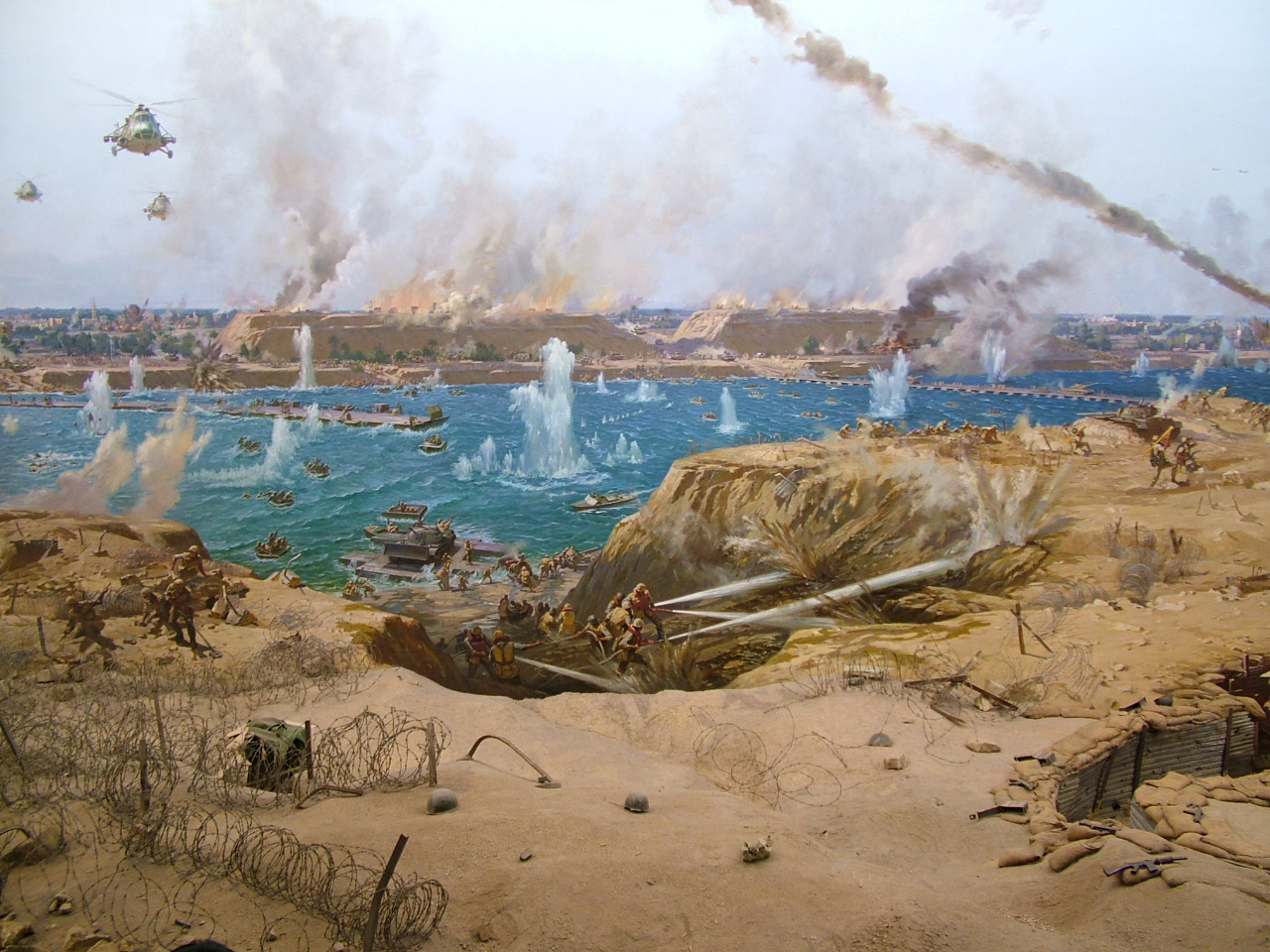
Concepção artística do efeito erosivo, conseguido artificialmente com bombas hidráulicas, usado pelo exército egípcio na tomada do Sinai.

Baki Zaki Yousef, quando trabalhava na construção da Barragem de Assuã em 1969, ficou fascinado com a facilidade com que moviam o concreto  e areia do deserto usando o efeito hídrico. Esse teve a ideia de adaptar a técnica para derrubar a linha Bar-Lev.
A linha Bar-Lev, embora considerada obra rudimentar, fora construída para fins militares de uma forma racional que, em termos de segurança, lembrava a extinta cadeia de fortificações francesas, a intransponível Linha Maginot, porém a Bar Lev com extensão de 100 km não havia como ser contornada.